# Ägyptischer Dornschwanz
Der Ägyptische Dornschwanz (Uromastyx aegyptia) ist eine Echse aus der Familie der Agamen (Agamidae). Sie gehört zur Gattung Uromastyx.

## Beschreibung
Der Ägyptische Dornschwanz (Uromastyx aegyptia) erreicht eine Gesamtlänge von bis zu 75 cm bei einer Kopf-Rumpf-Länge von 45 cm und ist damit der größte Vertreter der Dornschwanzagamen. Ausgewachsene Tiere erreichen ein Gewicht von 1,5 bis 1,6 kg.
Bei den Ägyptischen Dornschwänzen unterscheidet man neben der Nominatform Uromastyx aegyptia aegyptia in zwei Unterarten: Uromastyx aegyptia microlepis und Uromastyx aegyptia leptieni. Bei beiden Unterarten sind die Körperschuppen auffallend klein und glatt. Uromastyx aegyptia aegyptia kann seine Körperfarbe verändern. Bei hohen Temperaturen ist sie hellbraun bis hellgrau und bei niedrigen Temperaturen kann sie ein dunkles, fast schwarzes Grau annehmen. Das Jugendkleid besteht aus fünf bis sechs gelben Querbändern auf einer graubraunen Grundfärbung. Bei der Uromastyx aegyptia microlepis treten auch leicht gelb oder grün gefärbte Tiere auf.

## Verbreitung
Der Ägyptische Dornschwanz ist in Nordafrika von Algerien bis Ägypten, auf der Sinai, Israel, Jordanien und auf der arabischen Halbinsel anzutreffen und ist damit die einzige Dornschwanzagame, die sowohl auf dem asiatischen als auch auf dem afrikanischen Kontinent verbreitet ist.

## Nahrung
Wie alle Dornschwanzagamen ist auch der Ägyptische Dornschwanz ein reiner Pflanzenfresser. Nur Jungtiere nehmen zusätzlich tierische Nahrung wie Insekten zu sich.